# 17891 Buraliforti
17891 Buraliforti este un asteroid din centura principală de asteroizi.

## Descriere
17891 Buraliforti este un asteroid din centura principală de asteroizi. A fost descoperit pe 6 martie 1999 la Prescott (Arizona) de Paul G. Comba. Asteroidul prezintă o orbită caracterizată de o semiaxă mare de 2,55 ua, o excentricitate de 0,26 și o înclinație de 11,9° în raport cu ecliptica.